# Hostage
Hostage is een thriller-actiefilm uit 2005 onder regie van Florent Emilio Siri. Het verhaal is gebaseerd op een boek van Robert Crais en werd gedistribueerd door Miramax. De film werd genomineerd voor een Golden Trailer Award voor beste thriller en een Taurus World Stunt Award voor beste vuurstunt.

## Verhaal
De mislukte onderhandelaar Jeff Talley (Bruce Willis) verlaat het politiekorps van Los Angeles waar hij tot gewone agent was gedegradeerd en verhuist naar een rustige buitenwijk in Californië. Daar raakt hij opnieuw betrokken bij een gijzeling, waarin drie criminelen de familie Smith bedreigen.

## Rolverdeling
| - Bruce Willis - Jeff Talley - Kevin Pollak - Mr. Smith - Jonathan Tucker - Dennis Kelly - Ben Foster - Mars Krupcheck - Robert Knepper - Wil Bechler - Jimmy Bennett - Tommy Smith - Michelle Horn - Jennifer Smith - Marshall Allman - Kevin Kelly - Serena Scott Thomas - Jane Talley - Rumer Willis - Amanda Talley - Jimmy 'Jax' Pinchak - Sean Mack - Hector Luis Bustamante - Officer Ruiz - Kim Coates - The Watchman - Tina Lifford - Laura Shoemaker | - Ransford Doherty - Mike Anders - Marjean Holden - Carol Flores - Michael D. Roberts - Ridley - Art LaFleur - Bill Jorgenson - Randy McPherson - Kovak - Kathryn Joosten - Louise - Johnny Messner - Mr. Jones - John Ingle - Gray Hair Man - Jamie McShane - Joe Mack - Glenn Morshower - luitenant Leifitz - Chad Smith (II) - Bobby Knox - Jane McPherson - verpleegster - Phil Shuman - verslaggever - Christina Cabot - verslaggever |